# فنسنت نجوين
فنسنت نجوين هو كاهن كاثوليكي كندي، ولد في 8 مايو 1970 في مدينة هو تشي منه في فيتنام.